# David Stirling
Sir David Stirling, škotski častnik, plemič in operativec, * 1915, † 1990.
Stirling velja za očeta SASa.

## Življenjepis
Stirling je diplomiral iz arhitekuture na Cambridgeu.
Leta 1939 se je ob izbruhu druge svetovne vojne prostovoljno javil v oborožene sile Združenega kraljestva.
Postal je poročnik pri Škotskih gardistih, nakar pa se je junija 1940 pridružil No. 8 Commando.
Z komandosi je sodeloval v specialnih operacijah v Severni Afriki, ko je prišel do idejo o majhni, hitri, gibljivi, udarni enoti, ki bi delovala v sovražnikovem zaledju in napadala sovražnika.
Njegovo zamisel je junija 1941 zavrnil general sir Claude Auchinleck, vrhovni poveljnik Bližnjevzhodnega poveljstva, a je njegovo zamisel podprl njegov načelnik štaba, generalmajor Neil Ritchie.
Dobil je poveljstvo L odreda, Brigada specialne zračne službe. Odred je bil oktobra 1942 preimenoval v 1. SAS polk.
Januarja 1943 so ga zajeli in poslali v grad Colditz, od koder je poskušal parkrat pobegnili.
Tudi njegov brat, William Stirling, je bil član SASa in sicer poveljnik 2. SAS polka.

## Napredovanja
- 1939 - poročnik
- julij 1941 - stotnik
- januar 1942 - major